# Julius von Flotow

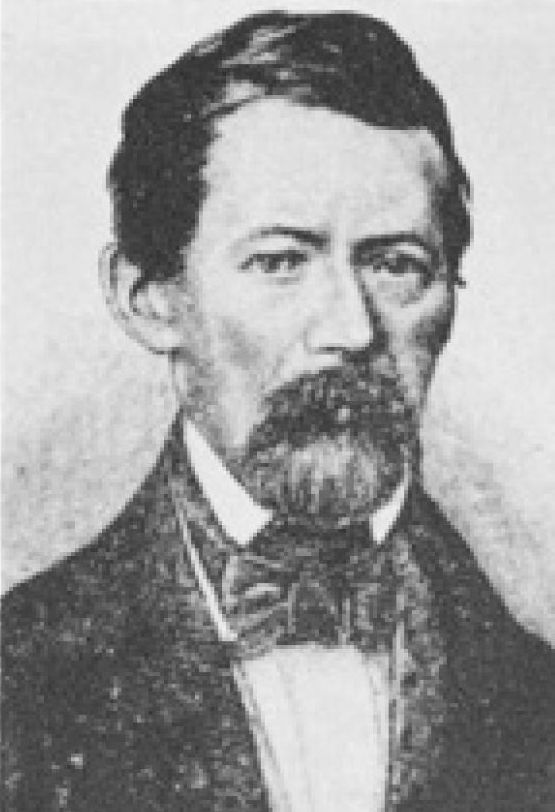
Julius von Flotow

Julius Christian Gottlieb Ulrich Gustav Georg Adam Ernst Friedrich von Flotow (* 9. März 1788 in Pitzerwitz in der Neumark; † 15. August 1856 in Breslau) war ein preußischer Major der Kavallerie und Botaniker. Sein besonderes Interesse galt der Flechtenkunde (Lichenologie) und der Botanik der Moose (Bryologie). Sein offizielles botanisches Autorenkürzel lautet Flot.

## Herkunft
Julius von Flotow war der älteste Sohn des Kaufmanns und markgräflich Ansbach-Bayreuthschen Kammerherrn Adam Ernst Friedrich von Flotow (* 13. Juni 1751 in Käselin; † 25. September 1823 in Sorau) und dessen Ehefrau Friedrike Wilhelmine, geborene von Dossow (* 2. April 1772; † 12. Dezember 1842).
Flotows Vater hatte in Hamburg als Kaufmann gearbeitet, verlor sein dabei erarbeitetes Vermögen aber beim Untergang von zwei Handelsschiffen. Daraufhin zog er 1781 nach Bayreuth zu seinem Bruder, dem königlich preußischen Geheimrat Hans Georg Hartwig von Flotow, und wurde dort zum Bayreuther Kammerherrn ernannt. Er tätigte schließlich wieder Geschäfte in Hamburg und kaufte 1785 von dem damit erarbeiteten Vermögen seinen Geschwistern und weiteren Erben das Gut Pitzerwitz in der Neumark zusammen mit einigen anderen Ländereien ab.
Flotows Eltern heirateten im Mai 1787. Julius von Flotow hatte vier Schwestern, die zwischen 1790 und 1795 geboren wurden und später alle als Konventualinnen in verschiedenen Klöstern, so Sophie und Jenny zu Kloster Dobbertin, Amalie zu Malchow und Eleonore in Kloster Ribnitz, lebten. Sein jüngerer Bruder war der preußische Sekondeleutnant Cäsar Drewes Ernst Ludwig Paschen Alexander Gottlieb Siegesmund von Flotow (* 11. August 1791 auf Gut Pitzerwitz). Die Eltern trennten sich 1797, seine Mutter heiratete im Jahr 1800 in zweiter Ehe den kgl. Generalkommissar für die Neumark (Landrat) Herrn von Sack; aus dem brandenburgisch-Preußischen Zweig dieser Adelsfamilie. Der Vater erkrankte an einer Geisteskrankheit, von der er sich zwar erholte, worunter aber seine Geschäfte so sehr gelitten hatten, dass er seinen Grundbesitz nach und nach verkaufen musste. Schließlich musste er auch Pitzerwitz verkaufen und lebte in Berlin und Sorau.
Flotow heiratete am 22. Mai 1817 Betty Louise Giesche (* 23. Oktober 1792 in Oppeln; † 10. Januar 1867 in Hirschberg). Das Ehepaar bekam einen Sohn, Otto Ferdinand Friedrich Herrmann von Flotow (1822–1900), der ebenfalls die Militärlaufbahn einschlug und preußischer Generalmajor wurde, sowie zwei Töchter, Elisabeth Jenny Julie (* 26. September in Preußisch-Minden) und Katharina Helene Wilhelmine (* 19. April 1861 in Herford).
Flotow starb am 15. August an den Folgen einer Rippenfellentzündung, in deren Folge er einen Lungenembolie erlitt.
In der Geschlechtszählung des Adelsgeschlechts von Flotow trägt er die Nummer 158. Er war der Cousin des Pomologen Gustav von Flotow.

## Militärische Karriere
Flotow besuchte zur Vorbereitung auf den Militärdienst das Kadetteninstitut in Stolp. Er trat im Jahr 1803 in die Preußische Armee ein und diente bei dem Dragonerregiment „von Katte“ in Landsberg an der Warthe. Am 27. Juli 1805 wurde er zum Fähnrich ernannt. Am 14. Oktober 1806 nahm er an der Schlacht bei Jena teil und kam am 30. Januar 1807 zur Dragonerbrigade „von Wedell“. Dort folgte am 4. März 1807 seine Beförderung zum Sekondeleutnant. Im Juni 1807 nahm er an der Schlacht bei Friedland teil.
Nach dem Frieden von Tilsit wurde Flotow 1808 auf Halbsold gesetzt und lebte auf dem Gut seines Vaters, bis er 1811 die Allgemeine Kriegsschule in Berlin besuchte und 1812 wieder seine ehemalige Stelle in seinem Regiment einnahm. Während der Befreiungskriege nahm er am 2. Mai 1813 an der Schlacht bei Großgörschen teil und wurde dabei an der rechten Schulter schwer verwundet. In dieser Schlacht wurde auch sein jüngerer Bruder Cäsar von Flotow, der als Sekondeleutnant im Regiment Garde zu Fuß diente, verletzt und galt seitdem als vermisst. Er wurde in das Feldlazarett Teplitz gebracht und verbrachte zur Genesung anschließend Kuraufenthalte in Bad Warmbrunn und Bad Kudowa.
Am 2. November 1813 wurde er zum Premierleutnant befördert. Nach der Genesung kehrte er 1814 zu seinem Regiment zurück, das in Frankreich stationiert war. Im Jahr darauf nahm er am Sommerfeldzug teil und erhielt für seine Leistungen das Eiserne Kreuz II. Klasse.
1819 wurde er zum Rittmeister befördert und zum Eskadronchef ernannt. Allerdings bereitete ihm die alte Schulterverletzung zunehmend gesundheitliche Probleme. Sein rechter Arm war teilweise gelähmt, weshalb er 1824 als Invalide aus dem Militärdienst ausschied. Er ließ sich in Hirschberg im Riesengebirge nieder, das er während seines Kuraufenthaltes kennengelernt hatte. Am 10. Mai 1832 wurde schließlich sein Abschied als Major mit Pension bewilligt.

## Botanik

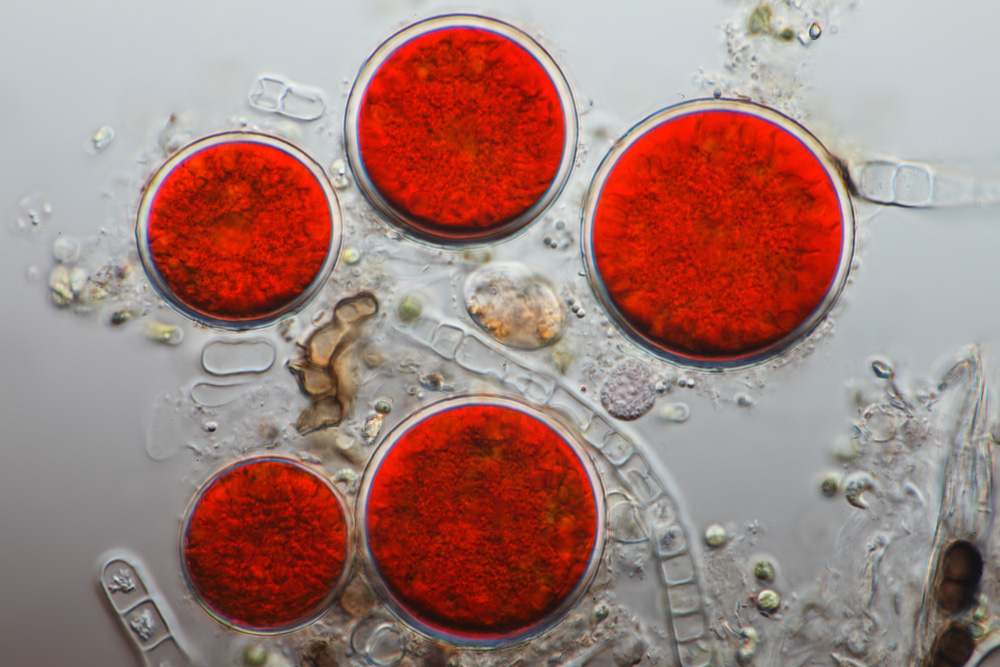
Die von Julius von Flotow entdeckte Blutregenalge (Haematococcus pluvialis)

Flotows Interesse galt schon früh der Botanik, der er sich nach dem Abschied aus dem Militär intensiv widmete. Er stand in engem Kontakt mit zahlreichen Botanikern, mit denen er einen intensiven fachlichen Austausch pflegte. Er sammelte in sehr großem Umfang Flechten und Moose, die er in Herbarien konservierte und auch anderen Botanikern zur Verfügung stellte.
Die Zeit zwischen dem Abschied aus dem Militär im Jahr 1808 und dem Besuch der Kriegsschule in Berlin 1812 verbrachte er auf Gut Pitzerwitz, wo er von dem Botaniker und Entomologen Pastor Georg August Neuschild aus Groß-Möllen bei Pyritz zunächst an die Botanik der Blütenpflanzen herangeführt wurde und mit diesem botanische Studien betrieb. Er begann in dieser Zeit ein Herbarium von Blütenpflanzen anzulegen und kultivierte im Hausgarten des väterlichen Gutes mehrere 100 verschiedene Zierpflanzen.
Nach der Verwundung in der Schlacht von Großgörschen lernte er im Lazarett Teplitz den Chirurgen Wilhelm Sprengel kennen, mit dessen Vater, dem Botaniker Kurt Sprengel, der Direktor des Botanischen Gartens in Halle war, ihn später ein intensiver fachlicher Austausch verband.
Während seiner Kuraufenthalte wegen der Kriegsverletzung lernte er den Breslauer Arzt und Botaniker Karl Christian Günther (1769–1833) kennen, der zusammen mit Schummel, Friedrich Wimmer und Heinrich Emanuel Grabowski an der Herausgabe des botanischen Fachbuches Schlesische Flora arbeitete und sein Interesse für Moose und Flechten weckte.
1814 und 1817 war von Flotow für mehrere Monate in Frankreich stationiert. Von seinem Standort St. Mihiel im Maas-Departement aus erkundete er die dortige Flora und unternahm regelmäßig Exkursionen in die Ardennen, um dort Pflanzen, insbesondere Flechten und Moose, zu sammeln. Seine schriftliche Dokumentation übergab er nach der Rückkehr Kurt Sprengel, der sie 1820 veröffentlichte.
Nach der Entlassung aus dem Militärdienst zog 1824 er nach Hirschberg im Riesengebirge, das er durch Kuraufenthalte kennengelernt hatte, und kaufte dort ein eigenes Haus. In dessen Garten legte er abermals eine umfangreiche Pflanzensammlung an, wobei er durch eine engen Kontakte zu namhaften Botanikern der Zeit dafür zahlreiche Pflanzen aus verschiedenen botanischen Gärten erhielt.
Zwischen 1829 und 1831 gab er über den Johann Ambrosius Barth Verlag in Leipzig zwei Lieferungen von Sammlungen mit jeweils 100 Flechten heraus. Von den zehn angefertigten Exemplaren gelangten nur vier nicht vollständige in den Handel, während die anderen an naturwissenschaftliche Gesellschaften und Museen gespendet wurden, unter anderem an die Königliche botanische Gesellschaft zu Regensburg.
Flotow war mit dem Breslauer Professor für Botanik Christian Nees von Esenbeck befreundet, der die Sommerferien regelmäßig auf Flotows Anwesen bei Hirschberg verbrachte, und unterstützte ihn als einer der Hauptmitarbeiter bei der Anfertigung seines Werkes über die europäischen Lebermoose.
Flotow war stets um den fachlichen Austausch, die Weitergabe seines Wissens und die Förderung jüngerer Botaniker bemüht. So führte er den in Hirschberg geborenen Gustav Wilhelm Körber (1817–1885) schon als Jugendlichen an die Botanik heran. Auf einem gemeinsamen Spaziergang in Hirschberg entdeckte Flotow am 6. September 1841 zwischen Hirschberg und dem Nachbarort Grunau in einer Pfütze einen roten Stoff, den er durch mikroskopische Untersuchungen als Alge identifizierte und Blutregenalge (Haematococcus pluvialis) nannte. Körber studierte später bei Nees von Esenbeck in Breslau Botanik und Naturphilosophie und forschte sein Leben lang zu Flechten.
Er ermöglichte Moritz Elsner, dem Sohn eines schlesischen Mühlenbesitzers, der als einziger von vier Söhnen das Gymnasium in Hirschberg besucht hatte, die Anfertigung einer Promotion über die Flora des Riesengebirges bei Nees von Esenbeck. Elsner wurde später Parlamentarier in der Revolution von 1848/49.
Ein weiterer seiner Schüler war der Botaniker und Mykologe Carl Adolph Emmo Theodor Bail.
Flotow war Mitglied mehrerer naturwissenschaftlicher Gesellschaften:
- Kaiserliche Leopoldino-Carolinische deutsche Akademie der Naturforscher (1840).[28] Bei seiner Aufnahme am 30. November 1840 erhielt er den akademischen Beinamen Floerke.[29] Theodor Bail nannte sich 1857 Flotow zu Ehren bei seiner Aufnahme in die Akademie de Flotow.[30][31]

- Botanische Gesellschaft zu Regensburg
- Schlesische Gesellschaft für vaterländische Kultur
- Senckenberg-Gesellschaft in Frankfurt
- Naturforschende Gesellschaft des Osterlandes zu Altenburg

Flotow hat durch seine Pflanzensammlungen und deren sehr präzise Dokumentation einen wichtigen Beitrag zur Entwicklung der Systematik vor allem auf dem Gebiet der Flechten und Lebermoose geleistet. Er war international als hervorragender Kenner vor allem der Flechten und Moose bekannt, so dass er häufig Pflanzen aus verschiedenen Ländern mit der Bitte um Bestimmung zugeschickt bekam.
Er hinterließ sehr umfangreiche Pflanzensammlungen, insbesondere zu den Kryptogamen. Er verhandelte mit dem Ministerium darüber, seine Sammlung noch zu Lebzeiten nach Berlin zu übergeben, um sie für wissenschaftliche Untersuchungen zugänglich zu machen. Obwohl Flotow anbot, die Sammlung gegen eine Rente bis zu seinem Tod zu betreuen und weiter auszubauen und sich bekannte Wissenschaftler, darunter Alexander von Humboldt, für die Übernahme der Sammlung einsetzten, scheiterten die Verhandlungen. Die Sammlung wurde nach Flotows Tod 1857 schließlich durch Flotows Witwe vom Botanischen Museum Berlin-Dahlem für 6.000 Mark erworben, und wurde am 1. März 1943 durch den Brand des Museums nach einem Bombenangriff zerstört. Weitere Pflanzensammlungen Flotows befinden sich im Herbar der Martin-Luther-Universität Halle-Wittenberg sowie im Herbarium Senckenbergianum in Görlitz und im Museum für Naturgeschichte der Universität Breslau.

## Ehrungen
- Kurz vor seinem Tod verlieh ihm die Universität Breslau am 9. August 1856 für seine Studien zur Botanik Moosen, Flechten und Algen den Ehrentitel eines Doctor philosophiae.[39]
- Aufgrund seiner Verdienste bei der Anlage von Pflanzungen auf dem Haus- und dem Cavaliersberg in Hirschberg wurde von Flotow zum Ehrenmitglied der Garten-Deputation seines Wohnortes ernannt.[40]

## Dedikationsnamen
- Kurt Sprengel benannte nach Flotow die brasilianische Pflanzengattung Flotovia (Systema vegetab. III. S. 506.).
- Johann Friedrich Laurer benannte und beschrieb eine Sticta floviana Lr. aus Neuholland.[41]
- Nees von Esenbeck benannte ein durch Flotow entdecktes Lebermoos zuerst Jungermannia flotoviana, später Harpanthus flotovianus.

## Veröffentlichungen
Flotow veröffentlichte zahlreiche botanische Fachaufsätze:
- zusammen mit J. F. Laurer: Lichenologische Bemerkungen. In: Botanische Zeitung. 1828. S. 592f.
- Lichenen, vorzüglich in Schlesien, der Mark und Pommern gesammelt. Barth, Leipzig, Cent. I und II. 1829, 1831.
- zusammen mit Nees v. Esenbeck: Beschreibung einiger von Pöppig in Chili gesammelten Flechtenarten. In: Linnaea. 1834. S. 495f.
- Die merkwürdigsten und seltneren Flechten des Hirschberg-Warmbrunner Thales und des Hochgebirgs, verzeichnet 1839 von v. Fl. In: Wendt: Die Thermen zu Warmbrunn im schlesischen Riesengebirge. Die merkwürdigsten und seltneren Flechten des Hirschberg-Warmbrunner Thales und des Hochgebirgs. Breslau, S. 92–109.
- Lichenen des Reisevereins und des Hochfletterschen Herbarii, untersucht und beschrieben von J. v. Flotow. In: Linnaea. 1843, S. 15–30, 254–256.
- mit J. Meyen: Lichenes. Auctoribus.
- zusammen mit H. Göppert und C. G. Nees v. Esenbeck: Ueber die Rinde Pao Pereira und mehrere darauf wachsende kryptogamische Pflanzen. In: Archiv für Pharmacie. Verlage der Hahn’schen Buchhandlung, Hannover 1842, S. 318 ff.
- Beobachtungen über Haematococcus pluvalis (Blutregen) und seiner Verwandlungen. In: Verhandlungen der Kaiserlichen Leopoldinisch-Carolingischen Akademie der Naturforscher. 12. Band, Eduard Webers’s Buchhandlung, Breslau und Bonn 1843, S. 413 ff.
- Lichenes Florae Silesiae. In: Uebersicht der Arbeiten und Veränderungen der Schlesischen Gesellschaft für vaterländische Kultur. 1849, S. 98–135; fortgesetzt in: Jahresbericht der Schlesische Gesellschaft für vaterländische Kultur, 28, S. 115–143.

### Übersetzungen aus dem Französischen
- Mirbel: Anatomische und physiologische Untersuchungen über die Marchantia polymorpha.

## Genealogie
- Gustav von Flotow: Beiträge zur Geschichte der Familie von Flotow. Verlag C. Heinrich, Dresden 1844, S. 44.
- Gothaisches Genealogisches Taschenbuch der Adeligen Häuser. Der in Deutschland eingeborene Adel (Uradel). 1900. Erster Jahrgang, Justus Perthes, Gotha 1899, S. 311 f.